# 渡邉奈都子
渡邉 奈都子 (わたなべ なつこ 1968年 - ) は、日本の報道記者。フジテレビ広報局長。民放キー局初の女性報道局長を務めた。

## 人物
東京都出身。
1991年慶應義塾大学経済学部卒業後、フジテレビジョン入社。1993年政治部に配属。
FNNスーパータイムディレクター、経済部、FNNスーパーニュースディレクター、政治部キャップ、新報道2001プロデューサー、ベルリン支局長、2015年政治部長、報道番組部長等を経て、2023年報道局長 。2025年広報局長。
2023年10月21日に放送されたジャニーズ事務所の元社長による性加害問題に対するフジテレビの検証番組に出演した渡邉は、「男性に対する性加害への認識が欠けていた」と反省の弁を述べている。